# Abigor (band)
Abigor is een Oostenrijkse blackmetalband, opgericht in 1993 door Peter Kubik en Thomas Tannenberger. 

## Geschiedenis
Nadat de band een aantal demo's gepubliceerd had werd de zanger Tharen vervangen door Silenius. Niet al te lang daarna sloot de band een contract met Napalm Records en in 1994 kwam hun eerste album, Verwüstung / Invoke The Dark Age, uit. Abigor presenteerde zich hiermee als een serieuze blackmetalband en in de komende jaren zouden ze ook een van de meest succesvolle niet-Scandinavische blackmetalartiesten worden. In een periode van 10 jaar wist de band 8 cd's uit te brengen. Tijdens de opnames Channeling the Quintessence of Satan, die in 1999 uitkwam, stapte Silenius op waarna Thurisaz de zang overnam. Silenius richtte zich hierna volledig op zijn project Summoning, waarmee hij muziek maakt die in handelt over de mythen en sagen van Tolkiens In de Ban van de Ring. 
Thurisaz nam tevens nog het bij fans omstreden Satanized op, waarop de band deels brak met de oude muzikale stijl. De zanger zou in 2002 plaats maken voor Stefan Fiori van de Italiaanse band Graveworm. Afgezien van een single met bewerkingen van oude nummers, is het nooit tot enig plaatwerk met de Italiaanse zanger gekomen. In 2003 liet Peter Kubik weten ermee op te houden. Thomas Tannenberger was in 2000 al gestopt en zodoende hield de band Abigor min of meer op te bestaan. Peter Kubik richtte in de tussentijd een nieuwe band op: St. Lucifer. Uiteindelijk besloot de gitarist in 2006 dat de tijd rijp was voor de wederopstanding van Abigor. Deze heroprichting leidde een jaar later tot Fractal Possession, waarop een nieuwe line-up aantrad. Opvallender was de stijlverandering die de band had doorgemaakt. Niet langer werd black metal gecombineerd met symfonische keyboardmelodieën, maar doken er steeds meer industriële en elektronische elementen op in de muziek. Deze sound werd voortgezet op het in 2010 verschenen Time Is The Sulphur In The Veins Of The Saint. Meest bijzonder is het feit dat deze cd maar twee composities kent met een gemiddelde lengte van bijna twintig minuten. De band bracht in het begin van 2012 de dubbel-cd Quintessence uit, waarop een remake van Channeling The Quintessence Of Satan staat. Het pakket bevat tevens een tweede cd met daarop demo's uit de beginperiode van de groep. Het is tevens de laatste cd waarop Arthur Rosar de zang voor zijn rekening neemt.
In 2014 keerde de band terug met Leytmotif Luzifer, een album dat draait om de zeven menselijke hoofdzonden. Het album kent een thematische opbouw. Opvallend is dat de vocalen voor een groot deel door oud-zanger Silenius zijn ingezongen en dat zijn compagnon Protector (eveneens bekend van Summoning) achtergrondzang verzorgt. Beide mannen zijn te gast op cd en vervullen zodoende geen volwaardige rol als bandleden.
Tot de dag van vandaag heeft Abigor nog nooit live gespeeld. Peter Kubik meende in een interview uit 1998 met het Nederlandse metalmagazine Aardschok dat de complexe muziek van het gezelschap live niet fatsoenlijk te reproduceren is.
Abigor is afgeleid van de naam van een demon. Zie Abigor (demon).

## Bandleden
- P.K. (Peter Kubik) - gitarist, bassist
- T.T. (Thomas Tannenberger) - drummer
- Silenius (Michael Gregor) - (gast)zang
- Protector - (gast)achtergrondzang

## Vroegere leden
- Tharen - vocalist
- Arthur Rosar - vocalist
- Thurisaz - vocalist
- Rune - vocalist
- Moritz Neuner - drummer

## Cd's
- 1994 - Verwüstung / Invoke The Dark Age (Napalm)
- 1994 - Orkblut - The Retaliation (Napalm)
- 1995 - Nachthymnen (From The Twilight Kingdom) (Napalm)
- 1996 - Opus IV (Napalm)
- 1997 - Apokalypse (Napalm)
- 1998 - Supreme Immortal Art (Napalm)
- 1998 - Origo Regium 1993-1994 (oude demonummers) (Napalm)
- 1999 - Channeling The Quintessence Of Satan (Napalm)
- 2000 - In Memory (Napalm)
- 2001 - Satanized (Napalm)
- 2007 - Fractal Possession (End All Life Productions)
- 2010 - Time is the Sulphur in the Veins of the Saint (End All Life Productions)
- 2012 - Quintessence (End All Life Productions)
- 2014 - Leytmotif Luzifer (Avantgarde Music)